# Peter Craven
Peter Craven, född 1934, död 1963, var en brittisk speedwayförare.
Craven vann två individuella VM-guld. Han avled i sviterna av en krasch i Glasgow på hösten 1963.